# Sevendust
Sevendust — американская метал-группа, образованная в 1994 году в городе Атланта (штат Джорджия) басистом Винни Хорнсби и барабанщиком Морганом Роузом. После их первого демо к группе присоединились вокалист Ладжон Уизерспун и гитарист Клинт Ловери. После нескольких изменений в названии участники остановились на Sevendust и выпустили свой дебютный одноимённый альбом 15 апреля 1997 года. Группа выпустила 12 студийных альбомов, первые 3 из которых, были сертифицированы «золотым» статусом Американской ассоциации звукозаписывающих компаний.
Тираж дебютного альбома ничтожно мал и составил всего 310 копий, проданных за первую неделю. Однако благодаря гастролям и поддержке лейбла TVT Records, альбом добился успеха; в чарте Billboard 200 достиг 165-й позиции и получил статус «золотого» диска. Они также переиздали свой одноименный альбом под названием Sevendust: Definitive Edition, который содержит пять новых треков и DVD.

## История группы

### Ранние годы и дебютный альбомSevendust(1994 — 1998)
История берёт своё начало в 1994 году, когда басист Винни Хорнсби и барабанщик Морган Роуз основали группу под названием Snake Nation. Джон Коннолли покинул свою другую группу и присоединился к Snake Nation в качестве ритм-гитариста. Они записали своё первое демо. Однако Snake Nation потратили целый год на поиски вокалиста, пока не узнали о Ладжоне Уизерспуне. Позже, спустя шесть месяцев, Клинт Ловери присоединился к группе, взяв на себя роль соло-гитариста, и в итоге название группы изменилось на Rumblefish.
Однако название Rumblefish послужило недолго, потому что с таким названием уже есть группа. Группа вновь сменила название, на этот раз на Crawlspace и записали песню «My Ruin», которая была включена в альбом Mortal Kombat: More Kombat, выпущенный на лейбле TVT Records в 1996 году. Вскоре после этого другая группа под названием Crawlspac' потребовала 2500 долларов за права на своё имя. Вместо этого группа, в конце концов, сменила название на Sevendust, которое было взято из коммерческого бренда инсектицидов «Sevin Dust». Песня Rumble Fish была включена во второй альбом группы Home.
Sevendust выпустили свой дебютный одноимённый альбом 15 апреля 1997 года, частично спродюсированный бывшим гитаристом Twisted Sister Джеем Джеем Френчем. Он стал известен своими тяжёлыми гитарными риффами, агрессивным вокалом и трэш-подобными партиями барабанов, особенно в песнях «Black» и «Bitch». «Black» стала вступительной песней почти во всех живых выступлениях Sevendust вплоть до 2004 года. Дебютный альбом также содержит песню «My Ruin» из альбома Mortal Kombat: More Kombat. Альбом Sevendust достиг 165-й позиции в Billboard 200, и оставался там в течение шестнадцати недель. 19 мая 1999 года пластинка была сертифицирована как «золотая» в Соединённых Штатах.
В 1998 году Sevendust выступали на фестивалях Dynamo Open Air (29-31 мая) и Ozzfest 1998 (июль — август). В том же году они выпустили сборник под названием Live and Loud, в котором были представлены кадры выступления в живую группы 16 сентября 1998 года в метро города Чикаго.

### HomeиAnimosity(1999 — 2002)
24 августа 1999 года группа выпустила свой второй альбом Home. Альбом достиг 19-го места в Billboard 200 и вскоре стал «золотым». В качестве приглашённых музыкантов выступили Skin из группы Skunk Anansie и Чино Морено из группы Deftones. Два сингла с альбома, «Denial» и «Waffle», дали группе умеренный успех в чартах; последний из них был исполнен на шоу Late Night with Conan O'Brien (рус. Последняя ночь с Конаном О'Брайном). Они выступили на фестивале Вудстоке в 1999 году и гастролировали со многими группами, такими как Korn, Staind, Nonpoint, Reveille, Godsmack, Mudvayne, Mushroomhead, Powerman 5000, Creed, Kid Rock, Machine Head, Limp Bizkit, Disturbed и Metallica.
В ноябре 2001 года был выпущен третий студийный альбом Sevendust Animosity. Альбом был сертифицирован как «золотой» в США и принёс группе коммерческий успех благодаря успеху синглов «Praise» и «Angel's Son», которые достигли 15 и 11 позиций в чарте Mainstream Rock Tracks соответственно. В 2002 году они записали кавер на песню Криса Джерико для WWF Forceable Entry. Однако эта песня никогда не использовалась для него в качестве официальной темы вступления. Песня «Angel's Son» была данью уважения Линна Стрейта, вокалиста группы Snot. Стрейт погиб в автомобильной катастрофе в 1998 году. Помимо включения в альбом Animosity, песня была включена в сборник Strait Up.

### Seasons
Осенью 2003-го вышел четвёртый альбом, Seasons, который считается одним из самых успешных альбомомв Sevendust: он дебютировал в чартах Billboard сразу на 14-й позиции, а в первую неделю продаж было раскуплено порядка 70 тысяч экземпляров этого альбома.
После этого, для Sevendust настали не лучшие времена. Контракт с лейблом был расторгнут, из-за чего ребятам пришлось много судиться. К тому же группу покинул гитарист Клинт Лоури, место которого потом занял Сонни Мэйо.
Также, в 2004-м году, впервые в карьере группы, они выпустили концертный альбом на CD/DVD, который был назван Southside Double-Wide: Acoustic Live. В альбом попал кавер на песню «Hurt» Джонни Кэша.

### Next
Пятый альбом, Next, вышел в октябре 2005-го и стал одним из самых громких событий альтернативной музыкальной сцены за осень 2005-го… В США альбом дебютировал на 20-й позиции, в первую неделю было распродано около 37 тысяч экземпляров альбома. Один из треков альбома, песня «Pieces», попал в саундтрек к фильму Пила 2.
Через некоторое время после выхода Next, TVT Records выпустили сборник хитов группы под названием «Best of (Chapter One 1997—2004)», последний проект, в котором данный лейбл сотрудничал с Sevendust.

### Alpha
Шестой альбом Sevendust, названный «Alpha», вышел 6 марта 2007-го года. Альбом дебютировал на 14-м месте в США (на сегодняшний день это рекорд Sevendust), а в первую неделю было распродано более 42.000 копий альбома. В этом же году группа вместе с Diecast отправилась в самый длительный тур в истории Sevendust (10 недель).
Позже был выпущен сборник «Retrospective 2», куда попали не вошедшие в альбомы песни, некоторые записи с концертов, а также бонусный трек «The Rim» с альбома Alpha.

### Chapter VII: Hope & Sorrow
Седьмой студийный альбом, Chapter VII: Hope & Sorrow, вышел в апреле 2008-го и дебютировал на 19-й позиции на Billboard.
26 марта было объявлено, что гитарист Сонни Майо ушёл из группы и что на его место вернулся покинувший Sevendust в 2004-м Клинт Ловери.
Выход восьмого альбома намечен на 20 апреля 2010 года.

### Cold Day Memory
Восьмой студийный альбом группы, получивший название Cold Day Memory, вышел весной 2010 года.

### Black Out The Sun
Девятый студийный альбом увидел свет 26 марта 2013 года. Одновременно с ним в сеть выложен видеоклип на сингл «Decay».

## Музыкальный стиль и влияния
Sevendust играют музыку в стилях альтернативный метал, ню-метал, хеви-метал и хард-рок. Гитариста Джона Коннолли спросили, в каком стиле играет группа. Коннолли сказал:
Я сам точно не знаю. Я пытался это выяснить. Это было довольно давно. Люди нас стали называть прогрессивными, а затем ню-метал группой. А потом, для всех совершенно неожиданно, мы стали играть альтернативный метал. Мы — это, своего рода, какой-то тяжёлый рок, какой просто рок, какой-то метал.

## Состав группы
Текущий состав
- Ладжон Уизерспун — вокал (1994 — наши дни)
- Клинт Ловери — соло-гитара, бэк-вокал (1994 — 2004, 2008 — наши дни)
- Джон Коннолли — ритм-гитара (1994 — 2005, 2008 — наши дни), соло-гитара (2004 — 2008), бэк-вокал (1994 — наши дни)
- Винни Хорнсби — бас-гитара (1994 — наши дни), бэк-вокал (2014 — наши дни)
- Морган Роуз — барабаны (1994 — наши дни), бэк-вокал (2014 — наши дни)

Бывшие участники
- Сонни Майо — ритм-гитара (2005 — 2008)

Временная шкала

## Дискография
Студийные альбомы
- Sevendust (1997)
- Home (1999)
- Animosity (2001)
- Seasons (2003)
- Next (2005)
- Alpha (2007)
- Chapter VII: Hope & Sorrow (2008)
- Cold Day Memory (2010)
- Black Out the Sun (2013)
- Time Travelers & Bonfires (2014)
- Kill the Flaw (2015)
- All I See Is War (2018)
- Blood & Stone (2020)
- Truth Killer (2023)